# Johnny Gaddaar
Johnny Gaddaar  è un film del 2007 diretto da Sriram Raghavan.

## Trama
Sheshadri, Shardul, Prakash, Vikram e Shiva, componenti di una banda che gestisce una sala da gioco, decidono di prendere parte alla compravendita di una partita di droga offerta da un ispettore di polizia, Kalyan. Ciascuno di loro paga un quinto dei venticinque milioni di rupie necessari per l'acquisto. Mentre Shiva porta l'intera somma al fornitore, Vikram tenta di narcotizzarlo per derubarlo, ma Shiva reagisce e durante la successiva colluttazione cade e muore. Vikram si impossessa del denaro mentre gli altri componenti della banda, insieme all'ispettore Kalyan, cercano di capire chi ha ucciso Shiva e rubato i venticinque milioni.